# Diócesis de Växjö (antigua)
La diócesis de Växjö o de Wexioe (en latín: Dioecesis Vexionensis y en sueco: Växjö stift) fue una circunscripción eclesiástica de la Iglesia católica en Suecia. Fue convertida en parte de la Iglesia independiente de Suecia (desde 20 de marzo de 1593 completamente luterana) el 18 de junio de 1527 por decisión del rey de Suecia y suprimida de hecho como diócesis católica al morir su último obispo católico el 4 de octubre de 1530. Se trataba de una diócesis latina, sufragánea de la arquidiócesis de Upsala.

## Territorio y organización
La diócesis se extendía por las regiones de Värend y Njudung en la antigua provincia de Esmolandia, que hoy corresponde a la provincia de Kronoberg y parte de la de provincia de Jönköping. Su territorio desde el 29 de junio de 1953 está incluido en la diócesis de Estocolmo.
La sede de la diócesis se encontraba en la ciudad de Växjö, en donde se halla la Catedral de San Sigfrido y San Juan Bautista, hoy perteneciente a la Iglesia de Suecia. El cabildo catedralicio estaba formado por un decano, un arcediano, un subdecano, 11 prebendarios y un maestro de escuela.

## Historia
El apóstol de Suecia, san Sigfrido evangelizó esas tierras en la primera mitad del siglo XI. La misión del santo anglosajón, sin embargo, sufrió un revés tras su muerte, y fue solo con las armas que el rey danés Sigurd Jorsalafarer impuso el cristianismo cuando dirigió una cruzada a Esmolandia después de 1126. La diócesis de Växjö pudo haber sido establecida por los daneses, o puede haberse separado de la diócesis de Linköping entre 1164 y 1170. El segundo obispo conocido de la diócesis fue Stenar, quien fue mencionado en dos cartas que datan de 1183. En 1191 se peleó con el obispo de Linköping sobre los límites de sus respectivas diócesis. Stenar fue sucedido en 1193 por John Ehrengisleson.
Originalmente sufragánea de la arquidiócesis de Hamburgo-Bremen, en 1104 se convirtió en sufragánea de arquidiócesis de Lund, ciudad que era parte del Reino de Dinamarca. En 1164 pasó a formar parte de la provincia eclesiástica de la arquidiócesis de Upsala.
En el siglo XII se inició la construcción de la Catedral de Växjö, que convirtió a Växjö en un importante centro religioso de la diócesis de Växjö. Se dice que san Sigfrido vivió y murió en Växjö y fue enterrado en la catedral a su muerte. Fue el santo patrón del obispado y fue canonizado por el papa Adriano IV en 1158. El santuario de San Sigfrido fue, hasta la Reforma protestante, el centro de la catedral de San Sigfrido y San Juan Bautista en Växjö. En 1205 se escribió la biografía de san Sigfrido.
El obispo Gregorio (hacia 1241), o su sucesor, reanudó la disputa fronteriza con el obispo de Linköping, que fue resuelta por el papa en 1248 o 1249. El obispo Bo (1287-1291) apeló en una disputa al arzobispo de Lund, lo que fue considerado como un insulto al arzobispo de Upsala. El conflicto se evitó con la muerte de Bo y una declaración de obediencia al arzobispo de Upsala, emitida por el capítulo de Växjö. El más famoso de los obispos posteriores fue Nicolaus Ragvaldi (1426-1438), presente en el Concilio de Basilea, que se convirtió en arzobispo de Upsala en 1438. 

### Reforma protestante
El 17 de junio de 1523 Gustavo I de Suecia (Gustavo Vasa) entró en Estocolmo finalizando la guerra de liberación sueca que disolvió la Unión de Kalmar y el fin del dominio danés.
Entre el 16 y el 18 de junio de 1527 se celebró en Västerås el parlamento o Riksdag por el cual Gustavo I privó a la Iglesia de su poder, se apoderó de sus bienes, cortó sus vínculos con la Iglesia de Roma y se proclamó su jefe. Desde entonces hubo una Iglesia sueca independiente que comenzó el proceso de introducción del luteranismo y rompió definitivamente con el papa al abolir el derecho canónico en la reunión de Upsala en 1536.
El último obispo en comunión con la Santa Sede fue Ingemar Petri, quien, mediante concesiones juiciosas, permaneció en Växjö hasta su muerte en el 4 de octubre de 1530. 
En 1530 el rey nombró a Jonas Boetii como obispo de Växjö de la Iglesia sueca independiente del papa. El obispo de Västerås Peder Månsson (Petrus Magni) consagró al luterano Laurentius Petri como arzobispo de Suecia el 22 de septiembre de 1531. Gracias a esto, la Iglesia de Suecia llegó a reclamar una sucesión apostólica ininterrumpida a través de la Reforma.
El 20 de marzo de 1593 el sínodo de Upsala prohibió en el Reino de Suecia toda religión que no fuera la doctrina luterana, excepto en las embajadas, adoptando las Confesiones de Augsburgo y completando la transformación de la Iglesia sueca independiente en luterana. Los sacerdotes católicos se vieron obligados a convertirse o abandonar el país. Con la derrota del rey católico Segismundo III Vasa en la llamada guerra contra Segismundo en 1599, finalizó toda traza de catolicismo en Suecia.

## Episcopologio
- San Sigfrido (Sigvardo) † (?-circa 1030 falleció)
- Johann †
- Stenar † (antes de 1183-después de 1191 falleció)
- Johann Ehrengisleson † (1193-después de 1205 falleció)
- Gregorius † (1221?-después de 1248 falleció)
- Forcondus † (antes de 1257-?)
- Ascerus † (1266-1287 falleció)
- Boetius I † (antes de 1288-1291 falleció)
- Magnus † (antes de 1295-1320 falleció)
- Boetius II † (marzo de 1320-1343 falleció)
- Thomas Johannis † (1343-circa 1365 falleció)
- Henricus, O.F.M. † (11 de marzo de 1377-15 de noviembre de 1381 falleció)
- Petrus Sielindi † (12 de febrero de 1382-?)
- Hemmingius Laurentii † (14 de febrero de 1388-? falleció)
- Eskilus Torstenson † (18 de junio de 1410-? falleció)
- Nils Ragvaldsson † (16 de enero de 1426-1438 nombrado arzobispo de Upsala)
- Laurentius Michaelis † (antes de 1440-después de 1465 falleció)
- Gudmundus Nicolai † (14 de octubre de 1468-1475 falleció)
- Nicolaus Olavi † (31 de julio de 1475-1492)
- Ingemar Petri † (1495-4 de octubre de 1530 falleció)